# Filary Stworzenia

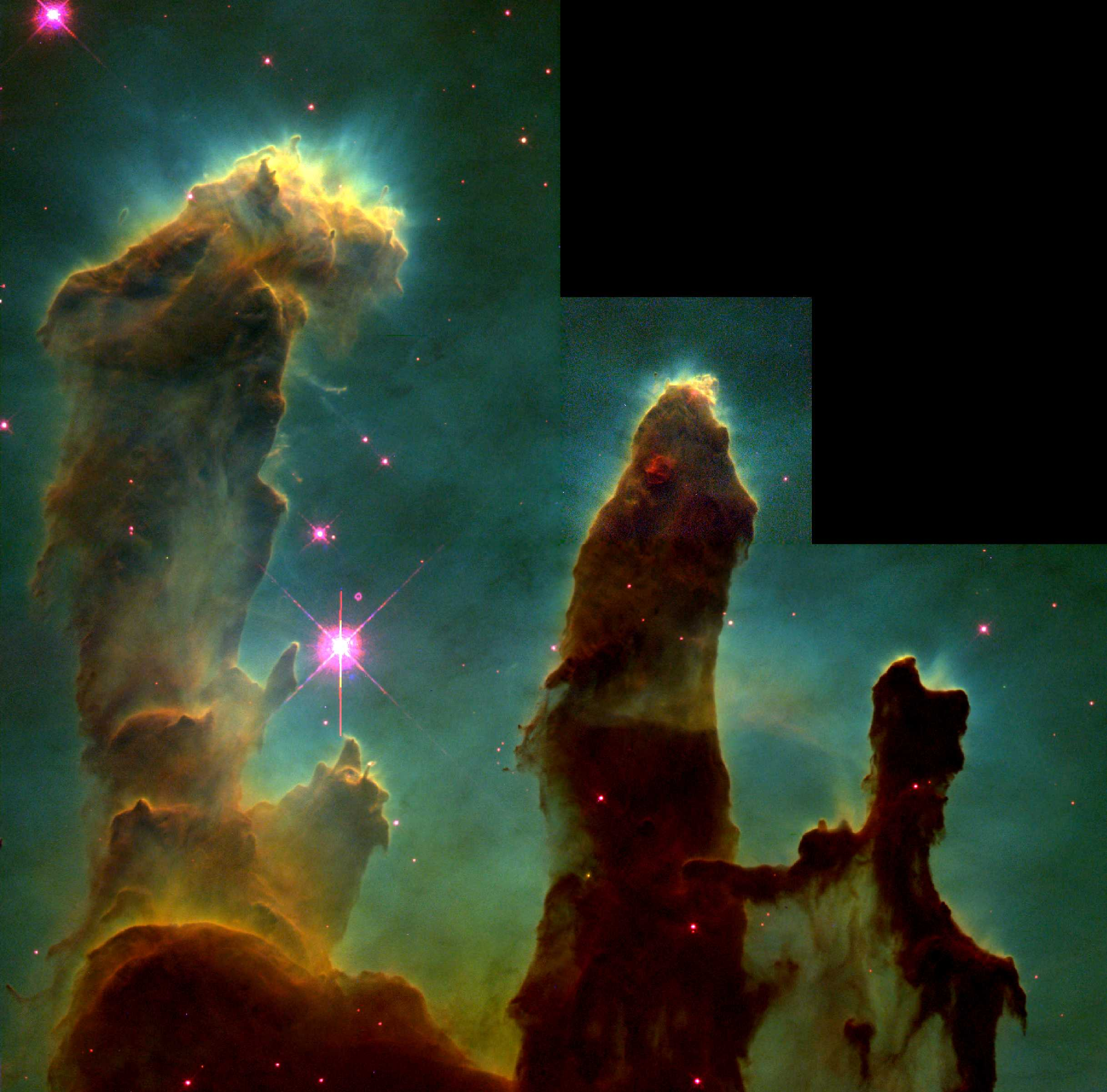
Zdjęcie Filarów Stworzenia w Mgławicy Orzeł zrobione przez Kosmiczny Teleskop Hubble’a w 1995 roku

Filary Stworzenia (ang. Pillars of Creation) – słupy międzygwiezdnego skoncentrowanego pyłu i gazu znajdujące się w centrum Mgławicy Orzeł w gwiazdozbiorze Węża, około 6500 lat świetlnych (ok. 2000 pc; ok. 61 Em) od Ziemi, których astrofotografia została wykonana w 1995 roku za pomocą Kosmicznego Teleskopu Hubble’a. 
Same obiekty zostały po raz pierwszy zaobserwowane przez Johna Charlesa Duncana w 1920 roku za pomocą 61-calowego teleskopu Mount Wilson Observatory. 
Zdjęcie wykonane 1 kwietnia 1995 roku zostało uznane przez Space.com za jedno z dziesięciu najlepszych wykonanych przez teleskop Hubble’a. Astronomami odpowiedzialnymi za wykonanie zdjęcia byli Jeff Hester i Paul Scowen z Arizona State University. Region został ponownie sfotografowany przez Kosmiczne Obserwatorium Herschela w 2011 roku, ponownie przez teleskop Hubble’a w 2014 roku za pomocą nowszej kamery oraz Kosmiczny Teleskop Jamesa Webba w 2022 roku.

## Charakterystyka fizyczna
Po przekątnej Filary Stworzenia rozciągają się na odległość około 4–5 lat świetlnych, przy wysokości około 4 lat świetlnych. Są obłokami gęstego gazu, składającego się głównie z wodoru, które ulegają erozji w wyniku promieniowania pobliskich stosunkowo młodych gwiazd. Same funkcjonują niczym „żłobek” dla nowopowstałych gwiazd. Gaz i cząstki pyłu zagęszczają się pod wpływem własnej grawitacji i nagrzewają – formując protogwiazdy.
W miarę jak gwiazdy będą kontynuowały proces narodzin w obszarze „słupów”, silne promieniowanie rodzących się gwiazd sprawi, że materia z tych ogromnych chmur wyparuje. Oznacza to, że za jakiś czas Filary Stworzenia znikną.

## Zdjęcie z 2014 roku
Zdjęcie w 2014 roku zostało zrobione jako hołd dla oryginalnego obrazu, który był już powszechnie znany.
Nowe zdjęcie Filarów Stworzenia wykonano w szerszym zakresie promieniowania dzięki możliwościom kamery Wide Field Camera 3 zainstalowanej na teleskopie w 2009 roku. Jakość obrazu wynikająca z połączenia zdjęć wykonanych w różnych zakresach dała astronomom możliwość szczegółowego zbadania obiektu.
Tak jak oryginalne zdjęcie, to zostało wykonane w zakresie światła widzialnego, pokazując kontury, powierzchnię słupów i jej najgęstsze części, które przesłaniają światło większości gwiazd i innych jasnych obiektów w tle.
W tym samym roku wykonano także fotografie w zakresie podczerwieni, które w większości przechodzi przez pył i gaz. Zdjęcie to pokazuje młode gwiazdy, niewidoczne w zakresie światła widzialnego, formujące się wewnątrz filarów, co nadaje obrazowi skalę i rodzaj objętości.

## Zdjęcie z 2022 roku

Zdjęcie w podczerwieni wykonane przez Kosmiczny Teleskop Jamesa Webba w 2022 roku

19 października 2022 roku opublikowano zdjęcie Filarów Stworzenia uzyskane za pomocą Kosmicznego Teleskopu Jamesa Webba.
W porównaniu do poprzedniego zdjęcia z Kosmicznego Teleskopu Hubble’a znacznie poprawiła się szczegółowość obrazu, wynikająca przede wszystkim z obserwowanego zakresu widma. Fotony z bliskiej podczerwieni łatwiej przenikają przez obłoki pyłu niż w widzialnym zakresie fal.
Głównymi bohaterkami na zdjęciu wykonanym instrumentem NIRCam znajdującym na pokładzie Kosmicznego Teleskopu Jamesa Webba są rodzące się gwiazdy. Są to jasne, czerwone ciała niebieskie, które na ogół otoczone są promieniami dyfrakcyjnymi („spajkami”) i znajdują się poza słupami pyłowo-gazowymi. Gdy w takim słupie uformuje się zagęszczenie materii o wystarczającej masie, to pod wpływem własnej grawitacji takiego słupa rozpoczyna się zapadanie i powolne rozgrzewanie się materii we wnętrzu, co ostatecznie prowadzi do narodzin gwiazdy.